# ProSieben
ProSieben é um canal de televisão alemão, que faz parte da ProSiebenSat.1 Media.

## Programas

### Programas estrangeiros
- 2 Broke Girls
- Community
- Don't Trust the B---- in Apartment 23 (Apartment 23)
- Eureka (EUReKA – Die geheime Stadt)
- Falling Skies
- Family Guy
- Fringe (Fringe – Grenzfälle des FBI)
- Futurama
- Grey's Anatomy (Grey's Anatomy – Die jungen Ärzte)
- Gotham
- Homeland
- How I Met Your Mother (reprises)
- Malcolm in the Middle (Malcolm mittendrin) (reprises)
- New Girl
- Primeval: New World
- Private Practice
- Reaper (reprises)
- Scrubs (Scrubs – Die Anfänger) (reprises)
- Spartacus: Vengeance
- Suburgatory
- Supernatural
- The Big Bang Theory
- The Flash
- The Simpsons (Die Simpsons)
- The Vampire Diaries
- Touch
- Two and a Half Men (reprises)

### Programas originais em alemão
- Absolute Mehrheit (talk show on politics, every three months)
- Bully & Rick (reprises)
- CineTipp
- Circus HalliGalli
- comedystreet (reruns)
- Crazy Competition
- Galileo
- Galileo Mystery
- Germany's Next Topmodel
- Kalkofes Mattscheibe
- Newstime
- Night-Loft
- Noch Besserwissen (reprises)
- Popstars
- Quatsch Comedy Club
- Quizboxen (trad. Questionário de boxe)
- red! Stars, Lifestyle & More
- Schlag den Raab
- Schlag den Star
- Stromberg
- superspots – Die besten Clips im Umlauf (reprises)
- Switch (reprises)
- Switch reloaded
- taff
- talk talk talk
- TV total
- 17 Meter
- Joko gegen Klaas – Das Duell um die Welt
- red!
- Joko und Klaas – Die Rechnung geht auf uns
- Ahnungslos
- Unter fremden Decken

## Logotipos

Atual, utilizado desde 24 de outubro de 1994
Logotipo em HD desde 27 de outubro de 2005